# Antioquiazaunkönig
Der Antioquiazaunkönig (Thryophilus sernai) ist eine Vogelart aus der Familie der Zaunkönige (Troglodytidae), die in Kolumbien endemisch ist. Der Bestand wird von der IUCN als stark gefährdet (Endangered) eingeschätzt. Die Art gilt als monotypisch.

## Merkmale
Der Antioquiazaunkönig erreicht eine Körperlänge von etwa 14,0 cm bei einem Gewicht von ca. 21,4 bis 22,9 g. Das Gesicht hebt sich vom langen weißen Überaugenstreif ab, die Zügel sind heller mit grauen Streifen entlang der Zügel. Der erdbraune Augenstreif wird durch eine schmale weiße Mondsichel unter dem Auge begrenzt. Der größte Teil der Ohrdecken und der untere Teil des Gesichts sind weißlich mit dunkelgrauen seitlichen Streifen, die dem Bereich ein undeutlich gestreiftes bis geflecktes Aussehen verleihen. Der vordere Oberkopf und Nacken sind matt erdbraun, der größte Teil der Oberseite gelbbraun, etwas dunkler an den Schulterfedern. Die Farbe geht am Hinterrücken in ein wärmeres Braun über und am Bürzel und den Oberschwanzdecken in ein warmes Ockerbraun bis Zimtbraun. Der Schwanz ist braun mit gelbbraunen Außensäumen und engen schwärzlich braunen Binden. Die Oberflügeldecken sind braun mit schwachen dunkleren Streifen. Die Handschwingen und die Armschwingen sind größtenteils bräunlich, außer an den verlängerten Außenfahnen, die mit dunkleren bräunlichen bis schwärzlich braunen Flecken verziert sind und helle braungelbe Säume aufweisen. Die Schirmfedern sind erdbraun mit warm gelbbraunen Flecken an den Rändern und unterbrochenen schwärzlich braunen Streifen, die nicht bis zur Mitte reichen. Das Kinn, die Kehle und die Mitte des Bauchs sind weiß mit variablen gelbbraunen Tönungen. Die Seite der Brust und die Flanken bis an die Schenkel sind hell erdfarben und etwas intensiver an den Hinterflanken. Die weißen Unterschwanzdecken zeigen spärliche breite schwarzbraune Binden. Die Iris ist braun bis kastanienfarben und von einem hellen gelblichen nackten Augenring umrandet. Der Oberschnabel ist schwarz, der Unterschnabel weißlich und grauer an dessen Ende. Die Beine und Krallen sind blassgrau bis graufleischig. Beide Geschlechter ähneln sich, wobei das Weibchen etwas kleiner ist. Der ähnliche Rotrückenzaunkönig (Thryophilus rufalbus) ist etwas größer und dem Antioquiazaunkönig fehlt die rötliche Tönung des Gefieders und die Unterseite weist eine stärkere matt bräunlichen Tönungen auf. Vom ebenfalls ähnlichen Santanderzaunkönig (Thryophilus nicefori) unterscheidet er sich durch den kleineren Schnabel und der helleren Oberseite ohne Streifen. Die Brustseite und die Flanken wirken heller braun.

## Verhalten und Ernährung
Zur Ernährung des Antioquiazaunkönigs gehören Feldheuschrecken, Schwarzkäfer, Prachtkäfer, Krummfühlerwanzen und Schmetterlinge. Meist sieht man ihn in Paaren. Sein Futter sucht er vom Boden bis in die Baumkronen. Er untersucht aktiv herabhängend tote Blätter, verwundene Ranken und abgestorbene Äste in den unteren bis mittleren Straten.

## Lautäußerungen
Der Gesang des Antioquiazaunkönigs klingt melodiös und flötenartig. Er beginnt mit variablen einleitenden Silben, gefolgt von wiederholten Trillersilben und endet mit einer frequenzmodulierten Silbe. Er wird von Männchen und Weibchen im Duett vorgetragen, wobei die Gesänge sich abwechseln oder überlappen. Der Gesang der Männchen besteht aus drei bis neunzehn Silben, von denen drei bis dreizehn Triller sind. Der Gesang des Weibchens besteht aus vier bis elf Silben mit zwei bis fünf Trillern. Im Gegensatz zum Gesang des Rotrückenzaunkönigs und Santanderzaunkönigs hat er ein größeres Repertoire von Silbentypen, gibt kürzere und weniger Triller von sich. Der Abschluss erfolgt in einer höheren Spektralfrequenz. Die Rufe, die von beiden Geschlechtern verwendet werden, lassen sich in fünf Typen gruppieren. Dazu gehören rio-Kontaktrufe und klick-Alarmrufe, die beide denen des Rotrückenzaunkönigs und Santanderzaunkönigs ähnlich sind.

## Fortpflanzung
Nur sehr wenig zur Fortpflanzungsbiologie des Antioquiazaunkönigs ist bekannt. Erwachsene Vögel wurden im späten Juli beim Herschleppen von Nestmaterial beobachtet. Im August hat man Weibchen mit aktiven Eierstöcken und Männchen mit vergrößerten Gonaden untersucht. Im Dezember wurde ein inaktives Nest von ihm entdeckt.

## Verbreitung und Lebensraum

Verbreitungsgebiet (grün) des Antioquiazaunkönigs in Kolumbien

Der Antioquiazaunkönig bevorzugt halbimmergrüne Waldflecken mit Sekundärvegetation. Der Lebensraum ist gekennzeichnet durch offenes Unterholz, das nicht höher als 8 Meter ist und durchschnittlich bis zu 20 Meter hohe Baumkronen aufweist. Die gängigsten Pflanzen in seinem Habitat sind Wollbaumgewächse, Wolfsmilchgewächse, Mahagonigewächse, Maulbeergewächse, Johannisbrotgewächse und Hülsenfrüchtler. Ebenso kommt er in der Vegetation von Wasserläufen und trockenem Gestrüpp vor. In offenerem Gelände wurde er an Zäunen und nahe von geschäftigen Straßen in dichtem Gestrüpp beobachtet. Er bewegt sich im nördlichen Cauca-Tal von der Ituango-Talsperre südlich bis Concordia und Salgar in Höhenlagen von 250 bis 850 Metern.

## Migration
Es wird vermutet, dass der Antioquiazaunkönig ein Standvogel ist.

## Etymologie und Forschungsgeschichte
Die Erstbeschreibung des Antioquiazaunkönigs erfolgte 2012 durch Carlos Esteban Lara, Andrés Mauricio Cuervo, Sandra Viviana Valderrama, Diego Calderón-Franco und Carlos Daniel Cadena unter dem wissenschaftlichen Namen Thryophilus sernai. Das Typusexemplar wurde bei El Espinal gesammelt. Bereits 1864 führte Spencer Fullerton Baird die für die Wissenschaft neue Gattung Thryophilus ein. Dieser Name leitet sich von »thryon θρυον« für »Schilfroh« und »philos, phileō φιλος, φιλεω« für »Liebender, Liebhaber, lieben« ab. Der Artname »sernai« ist Marco Antonio Serna Díaz (1936–1991) gewidmet.